# Pipino di Landen
Pipino di Landen, detto anche Pipino il Vecchio o Pipino I (... – Landen, 640/647), è stato un funzionario franco, maggiordomo di palazzo del regno merovingio di Austrasia dal 623 al 633 e dal 639 al 640. Fu il capostipite della dinastia dei Pipinidi, che si legò a quella degli Arnolfingi dando vita a quella dei Carolingi. È venerato come santo dalla Chiesa cattolica.

## Biografia
Pipino I di Landen era figlio di Carlomanno, maggiordomo di palazzo in Neustria per il re Clotario II; la madre potrebbe essere stata una figlia di Garibaldo I di Baviera.
Dopo la morte del re dei franchi d'Austrasia e di Burgundia, Teodorico II, insieme al consuocero, Arnolfo di Metz, Pipino fu a capo della rivolta dell'aristocrazia e del clero di Austrasia che, nel 613, prima facilitarono l'ingresso in Austrasia del re di Neustria, Clotario II e poi si rifiutarono di combattere agli ordini del re d'Austrasia e Burgundia, Sigeberto II, nello scontro con le truppe del re di Neustria, Clotario II avvenuto sul fiume Aisne, mettendo così fine al governo autoritario della reggente dei regni d'Austrasia e Burgundia, la bisavola di Sigeberto II, Brunechilde e consegnando, in tal modo, i regni a Clotario II, che lo ricompensò con la nomina a maggiordomo di palazzo del regno d'Austrasia; il maggiordomo (dal latino Maior Domus) era l'amministratore della domus reale, cioè del patrimonio del sovrano, che coincideva con il regno stesso, avendo i Franchi la concezione del potere centrale quale proprietà privata del re.
Nel 622, su pressione dei potentati austrasiani, Clotario II fu costretto a proclamare re d'Austrasia suo figlio Dagoberto, che era stato educato ed era ancora sotto la tutela di Arnolfo di Metz e Pipino.
Comunque Pipino conservò la carica di maggiordomo del palazzo d'Austrasia anche sotto i successori di Clotario, Dagoberto I e Sigeberto III.
Governò con grandi poteri l'Austrasia in collaborazione, prima con Arnolfo di Metz e, dopo, con Cuniberto, arcivescovo di Colonia.

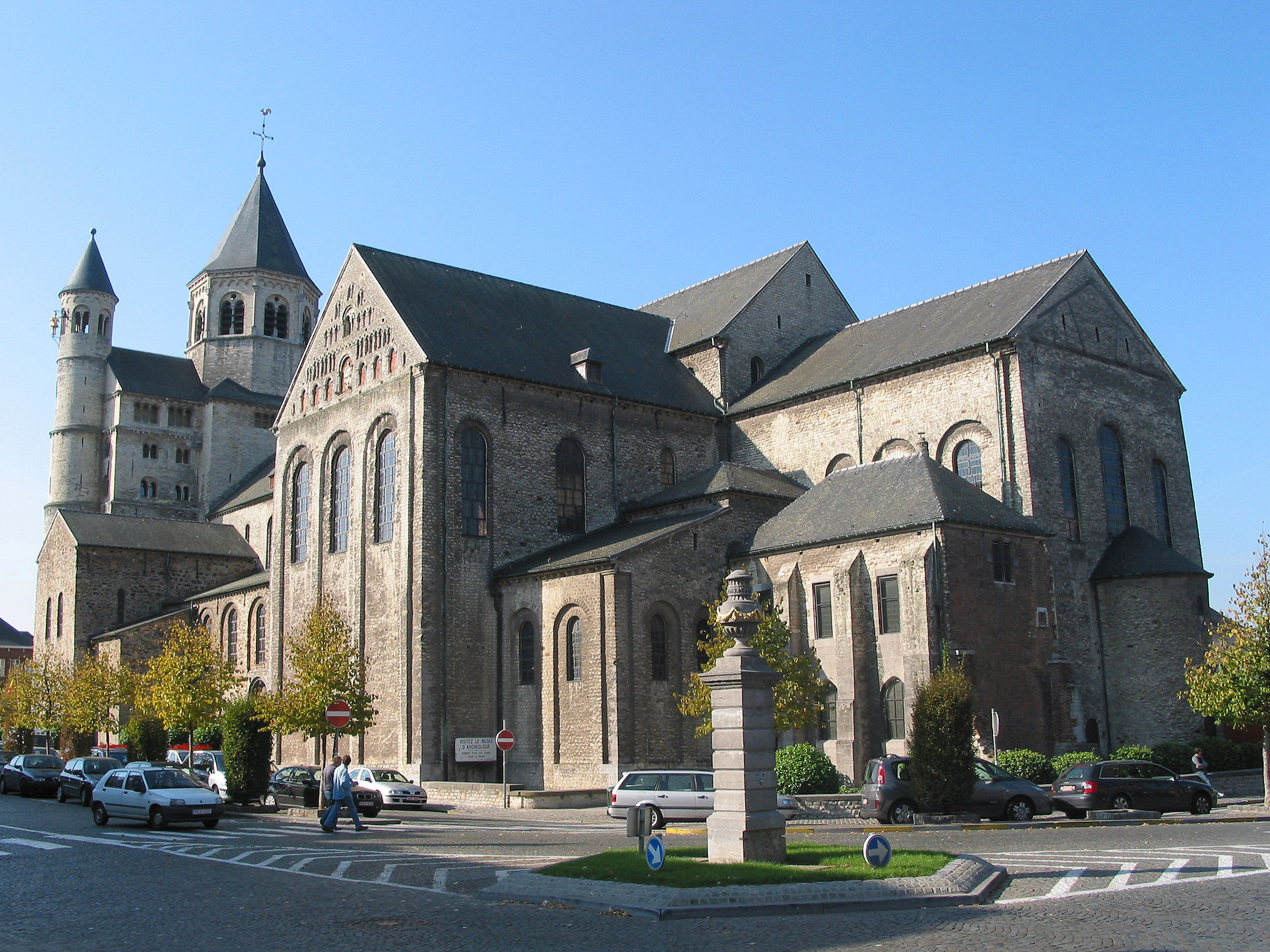
Nivelles, chiesa di Santa Gertrude di Nivelles, edificata sopra l'abbazia in cui fu sepolto Pipino di Landen.

Secondo il cronista del VII secolo Fredegario, Pipino morì nel suo castello di Landen il 21 febbraio 640, mentre, secondo gli Annales Xantenses, morì, nel 647. Il suo corpo, dopo una prima sepoltura, vicino a Landen, in un secondo tempo, venne traslato nel monastero di Nivelles. 

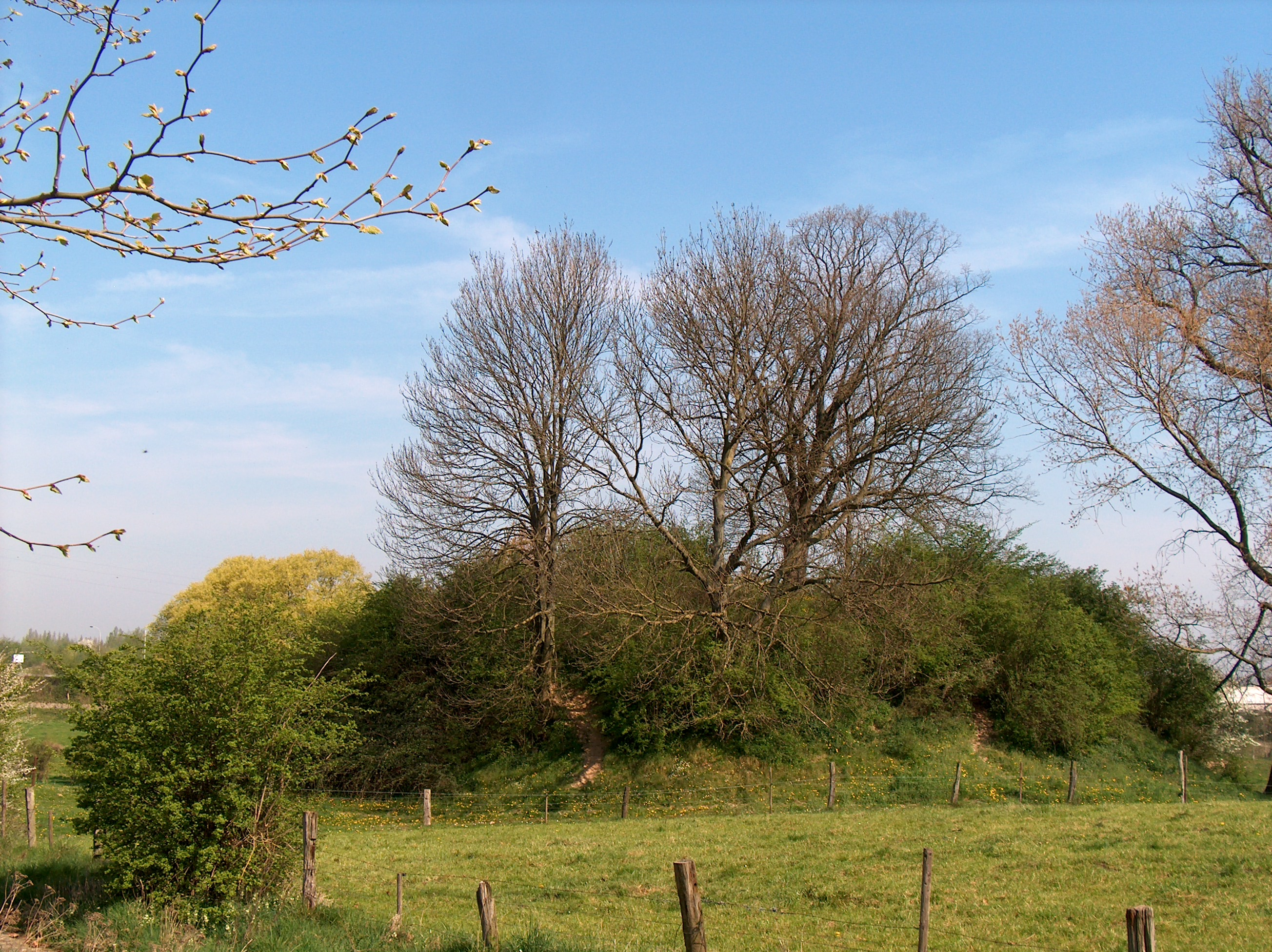
Tumulo sotto cui era stato sepolto Pipino di Landen.

## Culto
È venerato come santo dalla Chiesa cattolica e la sua memoria liturgica ricorre il 21 febbraio

## Matrimoni e discendenza
Pipino aveva sposato Itta di Nivelles che gli diede tre figli:
- Begga (?-693), che sposò Ansegiso, il figlio di Arnolfo di Metz e fu madre di Pipino di Héristal ed è venerata come santa.
- Gertrude (?- 17 marzo 659), che divenne badessa del monastero di Nivelles ed è venerata come santa.
- Grimoaldo (615- Parigi 657), maggiordomo d'Austrasia dal 647 al 656, che cercò di deporre la dinastia dei merovingi[7].

### Fonti primarie
- (LA) Fredegario, Fredegarii scholastici chronicum cum suis continuatoribus, sive appendix ad sancti Gregorii episcopi Turonensis historiam Francorum.
- (LA) Annales Xantenses.

### Letteratura
- Christian Pfister, La Gallia sotto i Franchi merovingi. Vicende storiche, in Storia del mondo medievale, vol. I, Cambridge University Press, 1978,  pp. 688-711.
- Christian Settipani, Les Ancêtres de Charlemagne, Parigi, 1989, 170 p. (ISBN 2-906483-28-1).